# Polen i olympiska vinterspelen 1928
Polen deltog med 24 deltagare vid de olympiska vinterspelen 1928 i Sankt Moritz. Ingen av landets deltagare erövrade någon medalj.